# Kunstschiefer
Kunstschiefer ist eine Nachbildung von Schieferplatten, die zur Dachdeckung als Baustoff Verwendung findet. Kunstschiefer werden aus Faserzement, glasfaserverstärktem Kunststoff oder Kunstharz hergestellt. Kunstschieferplatten werden sowohl in glatter oder strukturierter Oberfläche als auch in den gängigen Formaten angeboten. Die Deckung entspricht dem echten Schiefer.
Die Verwendung von Kunstschiefer ist wesentlich günstiger als die von Naturschiefer, auch das geringere Gewicht kann vorteilhaft sein.
Bis in die 1970er- und 80er-Jahre wurde im Faserzement häufig Asbest verwendet, so dass die Entsorgung der alten Kunstschiefereindeckung in der Regel als Sondermüll behandelt werden muss.